# Deuxième district congressionnel de l'Utah
Le 2e district congressionnel de l'Utah dessert actuellement Salt Lake City et les parties largement rurales de l'ouest et du sud de l'Utah, notamment Saint George et Tooele. Le district est actuellement représenté par la Républicaine Celeste Maloy, qui a été élue au siège après avoir battu la Démocrate Kathleen Riebe lors des élections spéciales du 21 novembre 2023, provoquées par la démission du Représentant Républicain sortant Chris Stewart le 15 septembre 2023. Avec un indice CPVI de R+11, c'est le district le moins républicain de l'Utah, un État doté d'une délégation entièrement républicaine au Congrès.

## Historique de vote

### Résultats sous les frontières actuelles (depuis 2023)
| Année | Poste     | Résultats             |
| ----- | --------- | --------------------- |
| 2016  | Président | Trump 46,8 % - 30,7 % |
| 2020  | Président | Trump 56,0 % - 39,1 % |

### Résultats sous les anciennes frontières (2013 - 2023)[2]
| Année | Poste     | Résultats              |
| ----- | --------- | ---------------------- |
| 2008  | Président | McCain 59,0 % - 38,0 % |
| 2012  | Président | Romney 68,0 % - 29,0 % |
| 2016  | Président | Trump 46,0 % - 32,0 %  |
| 2020  | Président | Trump 56,0 % - 40,0 %  |

### Résultats sous les anciennes frontières (2003 - 2013)
| Année | Poste     | Résultats              |
| ----- | --------- | ---------------------- |
| 2000  | Président | Bush 67,0 % - 31,0 %   |
| 2004  | Président | Bush 66,0 % - 31,0 %   |
| 2008  | Président | McCain 57,0 % - 39,0 % |

## Liste des Représentants du district
Jusqu'à 1913, le district n'avait qu'un seul district at-large.
| Membre                          | Parti       | Années                               | Congrès     | Histoire électorale | Zone géographique |
| ------------------------------- | ----------- | ------------------------------------ | ----------- | --- | ----------------- |
| District établit le 4 mars 1913 |             |                                      |             | |                   |
| Jacob Johnson (en)              | Républicain | 4 mars 1913 - 3 mars 1915            | 63e         | Élu en 1912. Perd sa renomination.                                                                                         |                   |
| James Henry Mays (en)           | Démocrate   | 4 mars 1915 - 3 mars 1921            | 64e - 66e   | Élu en 1914. Réélu en 1916. Réélu en 1918. Retrait.                                                                        |                   |
| Elmer O. Leatherwood (en)       | Républicain | 4 mars 1921 - 24 décembre 1929       | 67e - 71e   | Élu en 1920. Réélu en 1922. Réélu en 1924. Réélu en 1926. Réélu en 1928. Décès.                                            |                   |
| Vacant                          | Vacant      | 24 décembre 1929 - 4 novembre 1930   | 71e         | |                   |
| Frederick C. Loofbourow (en)    | Républicain | 4 novembre 1930 - 3 mars 1933        | 71e , 72e   | Élu pour terminer le mandat de Leatherwood. Élu le même jour pour un autre mandat. Perd sa réélection.                     |                   |
| J. W. Robinson (en)             | Démocrate   | 4 mars 1933 - 3 janvier 1947         | 73e - 79e   | Élu en 1932. Réélu en 1934. Réélu en 1936. Réélu en 1938. Réélu en 1940. Réélu en 1942. Réélu en 1946. Perd sa réélection. |                   |
| William A. Dawson (en)          | Républicain | 3 janvier 1947 - 3 janvier 1949      | 80e         | Élu en 1946. Perd sa réélection.                                                                                           |                   |
| Reva Beck Bosone (en)           | Démocrate   | 3 janvier 1949 - 3 janvier 1953      | 81e - 82e   | Élue en 1948. Réélue en 1950. Perd sa réélection.                                                                          |                   |
| William A. Dawson (en)          | Républicain | 3 janvier 1953 - 3 janvier 1959      | 83e - 85e   | Élu en 1952. Réélu en 1954. Réélu en 1956. Perd sa réélection.                                                             |                   |
| William A. Dawson (en)          | Démocrate   | 3 janvier 1959 - 3 janvier 1963      | 86e , 87e   | Élu en 1958. Réélu en 1960. Retrait pour se présenter comme Sénateur des États-Unis.                                       |                   |
| Sherman P. Lloyd (en)           | Républicain | 3 janvier 1963 - 3 janvier 1965      | 88e         | Élu en 1962. Retrait pour se présenter comme Sénateur des États-Unis.                                                      |                   |
| David S. King (en)              | Démocrate   | 3 janvier 1965 - 3 janvier 1967      | 89e         | Élu en 1964. Perd sa réélection.                                                                                           |                   |
| Sherman P. Lloyd (en)           | Républicain | 3 janvier 1967 - 3 janvier 1973      | 90e - 92e   | Élu en 1966. Réélu en 1968. Réélu en 1970. Perd sa réélection.                                                             |                   |
| Wayne Owens (en)                | Démocrate   | 3 janvier 1973 - 3 janvier 1975      | 93e         | Élu en 1972. Retrait pour se présenter comme Sénateur des États-Unis.                                                      |                   |
| Allan Turner Howe (en)          | Démocrate   | 3 janvier 1975 - 3 janvier 1977      | 94e         | Élu en 1974. Perd sa réélection.                                                                                           |                   |
| David Daniel Marriott (en)      | Républicain | 3 janvier 1977 - 3 janvier 1985      | 95e - 98e   | Élu en 1976. Réélu en 1978. Réélu en 1980. Réélu en 1982. Retrait pour se présenter comme Gouverneur de l'Utah.            |                   |
| David Smith Monson (en)         | Républicain | 3 janvier 1985 - 3 janvier 1987      | 99e         | Élu en 1984. Retrait. |                   |
| Wayne Owens (en)                | Démocrate   | 3 janvier 1987 - 3 janvier 1993      | 100e - 102e | Élu en 1986. Réélu en 1988. Réélu en 1990. Retrait pour se présenter comme Sénateur des États-Unis.                        |                   |
| Karen Shepherd (en)             | Démocrate   | 3 janvier 1993 - 3 janvier 1995      | 103e        | Élue en 1992. Perd sa réélection.                                                                                          | 1993–2003:        |
| Enid Greene (en)                | Républicain | 3 janvier 1995 - 3 janvier 1997      | 104e        | Élue en 1994. Retrait. | 1993–2003:        |
| Merrill Cook (en)               | Républicain | 3 janvier 1997 - 3 janvier 2001      | 105e , 106e | Élu en 1996. Réélu en 1998. Perd sa renomination.                                                                          | 1993–2003:        |
| Jim Matheson                    | Démocrate   | 3 janvier 2001 - 3 janvier 2013      | 107e - 112e | Élu en 2000. Réélu en 2002. Réélu en 2004. Réélu en 2006. Réélu en 2008. Réélu en 2010. Redécoupage vers le 4e district.   | 1993–2003:        |
| Jim Matheson                    | Démocrate   | 3 janvier 2001 - 3 janvier 2013      | 107e - 112e | Élu en 2000. Réélu en 2002. Réélu en 2004. Réélu en 2006. Réélu en 2008. Réélu en 2010. Redécoupage vers le 4e district.   | 2003–2013         |
| Chris Stewart                   | Républicain | 3 janvier 2013 - 15 septembre 2023   | 113e - 118e | Élu en 2012. Réélu en 2014. Réélu en 2016. Réélu en 2018. Réélu en 2020. Réélu en 2022. Démissionne.                       | 2013–2023         |
| Chris Stewart                   | Républicain | 3 janvier 2013 - 15 septembre 2023   | 113e - 118e | Élu en 2012. Réélu en 2014. Réélu en 2016. Réélu en 2018. Réélu en 2020. Réélu en 2022. Démissionne.                       | 2023–present      |
| Vacant                          | Vacant      | 15 septembre 2023 - 28 novembre 2023 | 118e        | |                   |
| Celeste Maloy                   | Républicain | 28 novembre 2023 - Présent           | 118e        | Élue pour terminer le mandat de Stewart.                                                                                   |                   |

## Résultats des récentes élections
Voici les résultats des dix précédents cycles électoraux dans le district.

### 2004
| Élection de 2004 du 2e district congressionnel de l'Utah | Élection de 2004 du 2e district congressionnel de l'Utah | Élection de 2004 du 2e district congressionnel de l'Utah | Élection de 2004 du 2e district congressionnel de l'Utah | Élection de 2004 du 2e district congressionnel de l'Utah |
| -------------------------------------------------------- | -------------------------------------------------------- | -------------------------------------------------------- | -------------------------------------------------------- | -------------------------------------------------------- |
| Parti                                                    | Parti                                                    | Candidat                                                 | Votes                                                    | %                                                        |
|                                                          | Démocrate                                                | Jim Matheson (sortant)                                   | 187 250                                                  | 54,76                                                    |
|                                                          | Républicain                                              | John Swallow                                             | 147 778                                                  | 43,21                                                    |
|                                                          | Constitution                                             | Jeremy Paul Petersen                                     | 3541                                                     | 1,04                                                     |
|                                                          | Vert                                                     | Patrick S. Diehl                                         | 2589                                                     | 1,16                                                     |
|                                                          | Personal Choice (en)                                     | Ronald R. Amos                                           | 1210                                                     | 0,35                                                     |
| Total des votes                                          | Total des votes                                          | Total des votes                                          | 341 968                                                  | 100 %                                                    |
|                                                          | Les Démocrates conservent                                |                                                          |                                                          |                                                          |

### 2006
| Élection de 2006 du 2e district congressionnel de l'Utah | Élection de 2006 du 2e district congressionnel de l'Utah | Élection de 2006 du 2e district congressionnel de l'Utah | Élection de 2006 du 2e district congressionnel de l'Utah | Élection de 2006 du 2e district congressionnel de l'Utah |
| -------------------------------------------------------- | -------------------------------------------------------- | -------------------------------------------------------- | -------------------------------------------------------- | -------------------------------------------------------- |
| Parti                                                    | Parti                                                    | Candidat                                                 | Votes                                                    | %                                                        |
|                                                          | Démocrate                                                | Jim Matheson (sortant)                                   | 133 231                                                  | 59,0                                                     |
|                                                          | Républicain                                              | LaVar Christensen                                        | 84 234                                                   | 37,30                                                    |
|                                                          | Constitution                                             | W. David Perry                                           | 3395                                                     | 1,50                                                     |
|                                                          | Vert                                                     | Bob Brister                                              | 3338                                                     | 1,48                                                     |
|                                                          | Libertarien                                              | Austin Sherwood Lett                                     | 1620                                                     | 0,72                                                     |
| Total des votes                                          | Total des votes                                          | Total des votes                                          | 225 818                                                  | 100 %                                                    |
|                                                          | Les Démocrates conservent                                |                                                          |                                                          |                                                          |

### 2008
| Élection de 2008 du 2e district congressionnel de l'Utah | Élection de 2008 du 2e district congressionnel de l'Utah | Élection de 2008 du 2e district congressionnel de l'Utah | Élection de 2008 du 2e district congressionnel de l'Utah | Élection de 2008 du 2e district congressionnel de l'Utah |
| -------------------------------------------------------- | -------------------------------------------------------- | -------------------------------------------------------- | -------------------------------------------------------- | -------------------------------------------------------- |
| Parti                                                    | Parti                                                    | Candidat                                                 | Votes                                                    | %                                                        |
|                                                          | Démocrate                                                | Jim Matheson (sortant)                                   | 220 666                                                  | 63,36                                                    |
|                                                          | Républicain                                              | Bill Dew                                                 | 120 083                                                  | 34,47                                                    |
|                                                          | Libertarien                                              | Matthew Arndt                                            | 4576                                                     | 1,31                                                     |
|                                                          | Constitution                                             | Dennis Ray Emery                                         | 3000                                                     | 0,86                                                     |
| Total des votes                                          | Total des votes                                          | Total des votes                                          | 348 325                                                  | 100 %                                                    |
|                                                          | Les Démocrates conservent                                |                                                          |                                                          |                                                          |

### 2010
| Élection de 2010 du 2e district congressionnel de l'Utah | Élection de 2010 du 2e district congressionnel de l'Utah | Élection de 2010 du 2e district congressionnel de l'Utah | Élection de 2010 du 2e district congressionnel de l'Utah | Élection de 2010 du 2e district congressionnel de l'Utah |
| -------------------------------------------------------- | -------------------------------------------------------- | -------------------------------------------------------- | -------------------------------------------------------- | -------------------------------------------------------- |
| Parti                                                    | Parti                                                    | Candidat                                                 | Votes                                                    | %                                                        |
|                                                          | Démocrate                                                | Jim Matheson (sortant)                                   | 127 151                                                  | 50,49                                                    |
|                                                          | Républicain                                              | Morgan Philpot                                           | 116 001                                                  | 46,06                                                    |
|                                                          | Constitution                                             | Randall Hinton                                           | 4578                                                     | 1,82                                                     |
|                                                          | Indépendant                                              | Dave Glissmeyer                                          | 2391                                                     | 0,95                                                     |
|                                                          | Indépendant                                              | Wayne L. Hill                                            | 1726                                                     | 0,69                                                     |
| Total des votes                                          | Total des votes                                          | Total des votes                                          | 251 847                                                  | 100 %                                                    |
|                                                          | Les Démocrates conservent                                |                                                          |                                                          |                                                          |

### 2012
| Élection de 2010 du 2e district congressionnel de l'Utah | Élection de 2010 du 2e district congressionnel de l'Utah | Élection de 2010 du 2e district congressionnel de l'Utah | Élection de 2010 du 2e district congressionnel de l'Utah | Élection de 2010 du 2e district congressionnel de l'Utah |
| -------------------------------------------------------- | -------------------------------------------------------- | -------------------------------------------------------- | -------------------------------------------------------- | -------------------------------------------------------- |
| Parti                                                    | Parti                                                    | Candidat                                                 | Votes                                                    | %                                                        |
|                                                          | Républicain                                              | Chris Stewart                                            | 154 523                                                  | 62,17                                                    |
|                                                          | Démocrate                                                | Jay Seegmiller                                           | 83 176                                                   | 33,47                                                    |
|                                                          | Constitution                                             | Jonathan D. Garrard                                      | 5051                                                     | 2,03                                                     |
|                                                          | Indépendant                                              | Joseph Andrade                                           | 2971                                                     | 1,20                                                     |
|                                                          | Indépendant                                              | Charles E. Kimball                                       | 2824                                                     | 1,14                                                     |
| Total des votes                                          | Total des votes                                          | Total des votes                                          | 248 545                                                  | 100 %                                                    |
|                                                          | Les Républicains prennent aux Démocrates                 |                                                          |                                                          |                                                          |

### 2014
| Élection de 2014 du 2e district congressionnel de l'Utah | Élection de 2014 du 2e district congressionnel de l'Utah | Élection de 2014 du 2e district congressionnel de l'Utah | Élection de 2014 du 2e district congressionnel de l'Utah | Élection de 2014 du 2e district congressionnel de l'Utah |
| -------------------------------------------------------- | -------------------------------------------------------- | -------------------------------------------------------- | -------------------------------------------------------- | -------------------------------------------------------- |
| Parti                                                    | Parti                                                    | Candidat                                                 | Votes                                                    | %                                                        |
|                                                          | Républicain                                              | Chris Stewart (sortant)                                  | 88 915                                                   | 60,82                                                    |
|                                                          | Démocrate                                                | Luz Robles                                               | 47 585                                                   | 32,55                                                    |
|                                                          | Constitution                                             | Shaun McCausland                                         | 4509                                                     | 3,08                                                     |
|                                                          | Independent American                                     | Wayne L. Hill                                            | 3328                                                     | 2,28                                                     |
|                                                          | Indépendant                                              | Bill Barron                                              | 1734                                                     | 1,19                                                     |
|                                                          | Write-In                                                 | Warren Rogers                                            | 117                                                      | 0,08                                                     |
| Total des votes                                          | Total des votes                                          | Total des votes                                          | 146 188                                                  | 100 %                                                    |
|                                                          | Les Républicains conservent                              |                                                          |                                                          |                                                          |

### 2016
| Élection de 2016 du 2e district congressionnel de l'Utah | Élection de 2016 du 2e district congressionnel de l'Utah | Élection de 2016 du 2e district congressionnel de l'Utah | Élection de 2016 du 2e district congressionnel de l'Utah | Élection de 2016 du 2e district congressionnel de l'Utah |
| -------------------------------------------------------- | -------------------------------------------------------- | -------------------------------------------------------- | -------------------------------------------------------- | -------------------------------------------------------- |
| Parti                                                    | Parti                                                    | Candidat                                                 | Votes                                                    | %                                                        |
|                                                          | Républicain                                              | Chris Stewart (sortant)                                  | 170 524                                                  | 61,60                                                    |
|                                                          | Démocrate                                                | Charlene Albarran                                        | 93 778                                                   | 33,88                                                    |
|                                                          | Constitution                                             | Paul J. McCollaum Jr.                                    | 12 517                                                   | 4,52                                                     |
| Total des votes                                          | Total des votes                                          | Total des votes                                          | 276 819                                                  | 100 %                                                    |
|                                                          | Les Républicains conservent                              |                                                          |                                                          |                                                          |

### 2018
| Élection de 2018 du 2e district congressionnel de l'Utah | Élection de 2018 du 2e district congressionnel de l'Utah | Élection de 2018 du 2e district congressionnel de l'Utah | Élection de 2018 du 2e district congressionnel de l'Utah | Élection de 2018 du 2e district congressionnel de l'Utah |
| -------------------------------------------------------- | -------------------------------------------------------- | -------------------------------------------------------- | -------------------------------------------------------- | -------------------------------------------------------- |
| Parti                                                    | Parti                                                    | Candidat                                                 | Votes                                                    | %                                                        |
|                                                          | Républicain                                              | Chris Stewart (sortant)                                  | 151 489                                                  | 56,10                                                    |
|                                                          | Démocrate                                                | Shireen Ghorbani                                         | 105 051                                                  | 38,90                                                    |
|                                                          | Libertarien                                              | Jeffrey Whipple                                          | 13 504                                                   | 5,00                                                     |
| Total des votes                                          | Total des votes                                          | Total des votes                                          | 270 044                                                  | 100 %                                                    |
|                                                          | Les Républicains conservent                              |                                                          |                                                          |                                                          |

### 2020
| Élection de 2020 du 2e district congressionnel de l'Utah | Élection de 2020 du 2e district congressionnel de l'Utah | Élection de 2020 du 2e district congressionnel de l'Utah | Élection de 2020 du 2e district congressionnel de l'Utah | Élection de 2020 du 2e district congressionnel de l'Utah |
| -------------------------------------------------------- | -------------------------------------------------------- | -------------------------------------------------------- | -------------------------------------------------------- | -------------------------------------------------------- |
| Parti                                                    | Parti                                                    | Candidat                                                 | Votes                                                    | %                                                        |
|                                                          | Républicain                                              | Chris Stewart (sortant)                                  | 208 997                                                  | 59,0                                                     |
|                                                          | Démocrate                                                | Kael Weston                                              | 129 762                                                  | 36,6                                                     |
|                                                          | Libertarien                                              | Rob Latham                                               | 15 465                                                   | 4,4                                                      |
| Total des votes                                          | Total des votes                                          | Total des votes                                          | 354 224                                                  | 100 %                                                    |
|                                                          | Les Républicains conservent                              |                                                          |                                                          |                                                          |

### 2022
| Primaire Républicaine de 2022 du 2e district congressionnel de l'Utah | Primaire Républicaine de 2022 du 2e district congressionnel de l'Utah | Primaire Républicaine de 2022 du 2e district congressionnel de l'Utah | Primaire Républicaine de 2022 du 2e district congressionnel de l'Utah | Primaire Républicaine de 2022 du 2e district congressionnel de l'Utah |
| --------------------------------------------------------------------- | --------------------------------------------------------------------- | --------------------------------------------------------------------- | --------------------------------------------------------------------- | --------------------------------------------------------------------- |
| Parti                                                                 | Parti                                                                 | Candidat                                                              | Votes                                                                 | %                                                                     |
|                                                                       | Républicain                                                           | Chris Stewart (sortant)                                               | 75 588                                                                | 72,6                                                                  |
|                                                                       | Républicain                                                           | Erin Rider                                                            | 28 480                                                                | 27,4                                                                  |

| Primaire Démocrate de 2022 du 2e district congressionnel de l'Utah | Primaire Démocrate de 2022 du 2e district congressionnel de l'Utah | Primaire Démocrate de 2022 du 2e district congressionnel de l'Utah | Primaire Démocrate de 2022 du 2e district congressionnel de l'Utah | Primaire Démocrate de 2022 du 2e district congressionnel de l'Utah |
| ------------------------------------------------------------------ | ------------------------------------------------------------------ | ------------------------------------------------------------------ | ------------------------------------------------------------------ | ------------------------------------------------------------------ |
| Parti                                                              | Parti                                                              | Candidat                                                           | Votes                                                              | %                                                                  |
|                                                                    | Démocrate                                                          | Nick Mitchell                                                      | 198                                                                | 60,2                                                               |
|                                                                    | Démocrate                                                          | Steve Hartwick                                                     | 131                                                                | 39,8                                                               |

| Élection de 2022 du 2e district congressionnel de l'Utah | Élection de 2022 du 2e district congressionnel de l'Utah | Élection de 2022 du 2e district congressionnel de l'Utah | Élection de 2022 du 2e district congressionnel de l'Utah | Élection de 2022 du 2e district congressionnel de l'Utah |
| -------------------------------------------------------- | -------------------------------------------------------- | -------------------------------------------------------- | -------------------------------------------------------- | -------------------------------------------------------- |
| Parti                                                    | Parti                                                    | Candidat                                                 | Votes                                                    | %                                                        |
|                                                          | Républicain                                              | Chris Stewart (sortant)                                  | 154 883                                                  | 59,7                                                     |
|                                                          | Démocrate                                                | Nick Mitchell                                            | 88 224                                                   | 34,0                                                     |
|                                                          | United Utah (en)                                         | Jay Mcfarland                                            | 8622                                                     | 3,3                                                      |
|                                                          | Constitution                                             | Cassie Easley                                            | 7670                                                     | 3,0                                                      |
| Total des votes                                          | Total des votes                                          | Total des votes                                          | 259 399                                                  | 100 %                                                    |
|                                                          | Les Républicains conservent                              |                                                          |                                                          |                                                          |

### 2023 (Spéciale)
Les Primaires Démocrates, Libertariennes, United Utah Party, et de la Constitution ont été annulées. Kathleen Riebe (D), Brad Green (L), January Walker (United Utah Party) et Cassie Easley (C) avancent vers l'Élection Générale.
| Primaire Républicaine Spéciale de 2023 du 2e district congressionnel de l'Utah | Primaire Républicaine Spéciale de 2023 du 2e district congressionnel de l'Utah | Primaire Républicaine Spéciale de 2023 du 2e district congressionnel de l'Utah | Primaire Républicaine Spéciale de 2023 du 2e district congressionnel de l'Utah | Primaire Républicaine Spéciale de 2023 du 2e district congressionnel de l'Utah |
| ------------------------------------------------------------------------------ | ------------------------------------------------------------------------------ | ------------------------------------------------------------------------------ | ------------------------------------------------------------------------------ | ------------------------------------------------------------------------------ |
| Parti                                                                          | Parti                                                                          | Candidat                                                                       | Votes                                                                          | %                                                                              |
|                                                                                | Républicain                                                                    | Celeste Maloy                                                                  | 36 288                                                                         | 38,8                                                                           |
|                                                                                | Républicain                                                                    | Becky Edwards                                                                  | 30 560                                                                         | 32,7                                                                           |
|                                                                                | Républicain                                                                    | Bruce Hough                                                                    | 26 562                                                                         | 28,4                                                                           |

| Élection Spéciale de 2023 du 2e district congressionnel de l'Utah | Élection Spéciale de 2023 du 2e district congressionnel de l'Utah | Élection Spéciale de 2023 du 2e district congressionnel de l'Utah | Élection Spéciale de 2023 du 2e district congressionnel de l'Utah | Élection Spéciale de 2023 du 2e district congressionnel de l'Utah |
| ----------------------------------------------------------------- | ----------------------------------------------------------------- | ----------------------------------------------------------------- | ----------------------------------------------------------------- | ----------------------------------------------------------------- |
| Parti                                                             | Parti                                                             | Candidat                                                          | Votes                                                             | %                                                                 |
|                                                                   | Républicain                                                       | Celeste Maloy                                                     | 89 866                                                            | 56,8                                                              |
|                                                                   | Démocrate                                                         | Kathleen Riebe                                                    | 52 949                                                            | 33,5                                                              |
|                                                                   | Libertarien                                                       | Brad Green                                                        | 4528                                                              | 2,9                                                               |
|                                                                   | Constitution                                                      | Cassie Easley                                                     | 3678                                                              | 2,3                                                               |
|                                                                   | United Utah (en)                                                  | January Walker                                                    | 2856                                                              | 1,8                                                               |
|                                                                   | Indépendant                                                       | Perry Myers                                                       | 2276                                                              | 1,4                                                               |
|                                                                   | Indépendant                                                       | Joseph Geddes Buchman                                             | 1281                                                              | 0,8                                                               |
|                                                                   | Write-In                                                          | Write-In                                                          | 688                                                               | 0,4                                                               |
|                                                                   | Indépendant                                                       | Jonathan La Rele Peterson (write-in)                              | 2                                                                 | 0,0                                                               |
| Total des votes                                                   | Total des votes                                                   | Total des votes                                                   | 158 124                                                           | 100 %                                                             |
|                                                                   | Les Républicains conservent                                       |                                                                   |                                                                   |                                                                   |

### 2024
Les Primaires Démocrates et du Parti de la Constitution ont été annulées. Nathaniel Woodward (D) et Cassie Easley (C) avancent vers l'Élection Générale.
| Primaire Républicaine de 2024 du 2e district congressionnel de l'Utah | Primaire Républicaine de 2024 du 2e district congressionnel de l'Utah | Primaire Républicaine de 2024 du 2e district congressionnel de l'Utah | Primaire Républicaine de 2024 du 2e district congressionnel de l'Utah | Primaire Républicaine de 2024 du 2e district congressionnel de l'Utah |
| --------------------------------------------------------------------- | --------------------------------------------------------------------- | --------------------------------------------------------------------- | --------------------------------------------------------------------- | --------------------------------------------------------------------- |
| Parti                                                                 | Parti                                                                 | Candidat                                                              | Votes                                                                 | %                                                                     |
|                                                                       | Républicain                                                           | Celeste Maloy (sortante)                                              | 53 748                                                                | 50,1                                                                  |
|                                                                       | Républicain                                                           | Colby Jenkins                                                         | 53 534                                                                | 49,9                                                                  |

| Élection de 2024 du 2e district congressionnel de l'Utah | Élection de 2024 du 2e district congressionnel de l'Utah | Élection de 2024 du 2e district congressionnel de l'Utah | Élection de 2024 du 2e district congressionnel de l'Utah | Élection de 2024 du 2e district congressionnel de l'Utah |
| -------------------------------------------------------- | -------------------------------------------------------- | -------------------------------------------------------- | -------------------------------------------------------- | -------------------------------------------------------- |
| Parti                                                    | Parti                                                    | Candidat                                                 | Votes                                                    | %                                                        |
|                                                          | Républicain                                              | Celeste Maloy (sortante)                                 | TBD                                                      | TBD                                                      |
|                                                          | Démocrate                                                | Nathaniel Woodward                                       | TBD                                                      | TBD                                                      |
|                                                          | Constitution                                             | Cassie Easley                                            | TBD                                                      | TBD                                                      |
|                                                          | Indépendant                                              | Tyler Murset                                             | TBD                                                      | TBD                                                      |
| Total des votes                                          | Total des votes                                          | Total des votes                                          | TBD                                                      | 100 %                                                    |
|                                                          |                                                          |                                                          |                                                          |                                                          |